# Weltbund der ehemaligen Schülerinnen und Schüler der Töchter Mariens, Hilfe der Christen
Der Weltbund der ehemaligen Schülerinnen und Schüler der Töchter Mariens, Hilfe der Christen (en.: World-wide Confederation of Past-Pupils of the Daughters of Mary Help of Christians, it.: Confederazione mondiale exallieve ed exallevi delle figlie di Maria Ausiliatrice) ist auch unter der Kurzbezeichnung Ehemalige Schülerinnen und Schüler der FMA bekannt. Die Abkürzung FMA steht für das Ordenskürzel „Figlie di Maria Ausiliatrice“ und verweist auf die Don-Bosco-Schwestern. Der katholische Bund wurde 1908 gegründet und gehört seit 1988 der „Salesianischen Familie“ an. Er ist seit 1991 eine vom Päpstlichen Rat für die Laien als geistliche Gemeinschaft von Laien anerkannte Vereinigung von Gläubigen und wurde in das vom Rat geführte Register der internationalen Laiengemeinschaften aufgenommen. In Italien zählt sie 40.000 Mitglieder, sie ist in 49 Länder der Welt vertreten und zählt Millionen Personen zu ihren Mitgliedern.

## Geschichte
1908 trafen sich Ehemalige, die in den Schulen der Don-Bosco-Schwestern unterrichtet worden waren, in Turin. Gemeinsam mit Don Filippe Rinaldi SDB und der Schwester Catarina Arrighi bildeten sie eine Gruppe, die das pädagogische Erbe Don Boscos und Maria Dominica Mazzarellos (FMA) weltweit pflegen wollten.
Die Frauengruppe widmet sich der Bildung von Jugendlichen, der Kinderbetreuung, der Begleitung von Arbeiterinnen, Bäuerinnen und Lehrerinnen. Hierzu gründeten sie Abendschulen für Hausfrauen, kostenlose Berufsschulen, Kranken- und Sparkassen, Informationsbüros, fahrbare Bibliotheken und Theatergruppen. Zum weiteren Betätigungsfeld gehörte die Betreuung, Vorbereitung und Ausbildung italienischer Emigranten.
Zum 100. Todestages Don Boscos wurde der Weltbund 1988 vom Großrektor der Salesianer Ägidius Viganò als selbständige Gruppe in die Salesianische Familie aufgenommen. Die erste Generalversammlung fand 1991 in Turin statt.

## Selbstverständnis
Als eine seiner Aufgaben nennt der Weltbund eine ganzheitliche Bildung auf der Grundlage des Evangeliums. Deshalb setzt sich die Vereinigung schwerpunktmäßig für Ehemalige ein, die keine Christen sind. Eine weitere Schwerpunktarbeit bildet die Erhaltung und Förderung der Menschenwürde und das Selbstverständnis der Frau. Daher leitet die Vereinigung auch kein selbständiges Werk, die Mitglieder engagieren sich zunehmend im caritativen Bereich, in der Alphabetisierung und der Katechese und arbeiten vorrangig in Jugendzentren.

## Organisation und Verbreitung

Logo der Salesianer Don Boscos

Die Organisation wird derzeit von einer Präsidentin (seit 2012 Paola Staiano) geleitet, das Hauptbüro hat seinen Sitz in Rom. Die Ehemaligen Schülerinnen und Schüler der FMA arbeiten weltweit in 49 Ländern (Afrika, Asien, Europa, Mittlerer Osten, Nordamerika und Südamerika) und zählen mit Stand von 2006 über Millionen zu ihren Mitgliedern. Mitglied der Vereinigungen können Männer und Frauen werden, die die Schulen der Don-Bosco-Schwestern besucht haben.
Strukturell ist die Organisation in Basisgruppen („Vereinigung“) organisiert, alle Vereinigungen bilden auf Länderebenen einen Bund, der dann im Weltbund mündet. Jede Ebene hält Vollversammlungen ab, welche einen Rat und eine ausführende Kommission wählt, die aus Laien besteht. Die oberste Ebene, also der Weltbund („Weltrat“), richtet ein Schiedsrichterkollegium und das Finanzkollegium ein. Der Weltbund ist der Jurisdiktion des Generaloberen der Salesianer zugeordnet und untersteht aufsichtsmäßig und fachlich dem Generalvikar der Don-Bosco-Schwestern. Das Generalvikariat leitet mit der „Beratung“, organisiert die Bildung und geistliche Leitung des Weltbundes.